# St John’s Episcopal Church (Jedburgh)

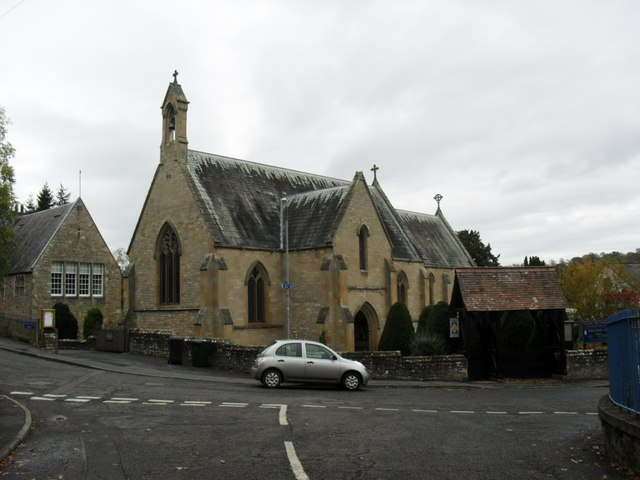
St John’s Episcopal Church

Die St John’s Episcopal Church ist ein Kirchengebäude der episkopalkirchlichen Scottish Episcopal Church in der schottischen Kleinstadt Jedburgh in der Council Area Scottish Borders. 1971 wurde das Bauwerk in die schottischen Denkmallisten in der höchsten Denkmalkategorie A aufgenommen.

## Geschichte
Zu Beginn der 1840er Jahre regte Cecil, Marchioness of Lothian die Errichtung eines episkopalen Kirchengebäudes in Jedburgh an. Als Architekt wurde John Hayward verpflichtet, der im Wesentlichen für Kirchenbauten in Westengland bekannt wurde. Die Innenausgestaltung wird mit hoher Wahrscheinlichkeit William Butterfield zugeschrieben. Als frühestes Werk Butterfields gilt die St Saviour’s Church in Coalpit Heath, die 1844 fertiggestellt wurde. Architekturhistorisch interessant ist, dass die St John’s Episcopal Church möglicherweise wenige Monate älter ist als die St Saviour’s Church und somit Butterfields frühstes Werk sein könnte.
Die Grundsteinlegung am 14. Juli 1843 nahm die Marchioness of Lothian vor. In der Folgezeit waren 75 Arbeiter mit der Fertigstellung des Gebäudes befasst. Am 15. August 1844 konsekrierte der Bischof von Glasgow das neue Gebäude.

## Beschreibung
Die St John’s Episcopal Church steht an der Straße The Pleasance am Westrand von Jedburgh. Da zu den Geldgebern auch die britische Königin Victoria, die Königinwitwe Adelaide sowie der Marquess of Lothian zählten, standen reichhaltige Mittel zur Verfügung und das neogotische Gebäude ist reich ausgestaltet. Das vier Achsen weite Langhaus besitzt keine Seitenschiffe. Der Chor ist zwei Achsen weit. Das Mauerwerk besteht aus grob zu Quadern behauenem Bruchstein. Abgesetzt sind Natursteindetails aus cremefarbenem Sandstein. Auf dem Westgiebel sitzt ein kleiner Dachreiter mit offenem Geläut auf. Die aus zwei oder drei Lanzettfenstern bestehenden Maßwerke sind als Bleiglasfenstern gestaltet.